# Ford Escape
Ford Escape — компактний кросовер концерну Ford.

## Перше покоління (2000—2007)

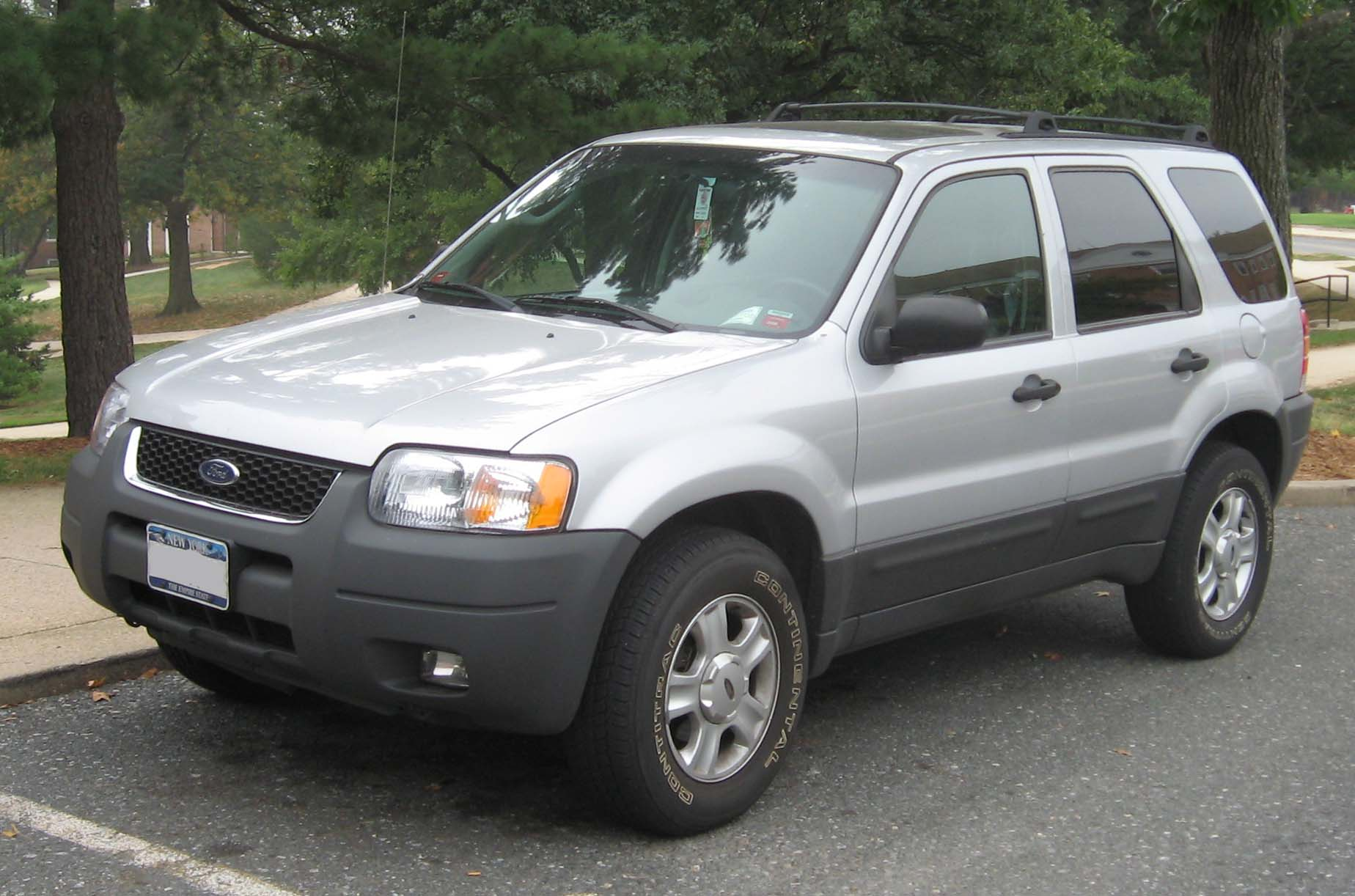
Ford Escape І (2000—2004)

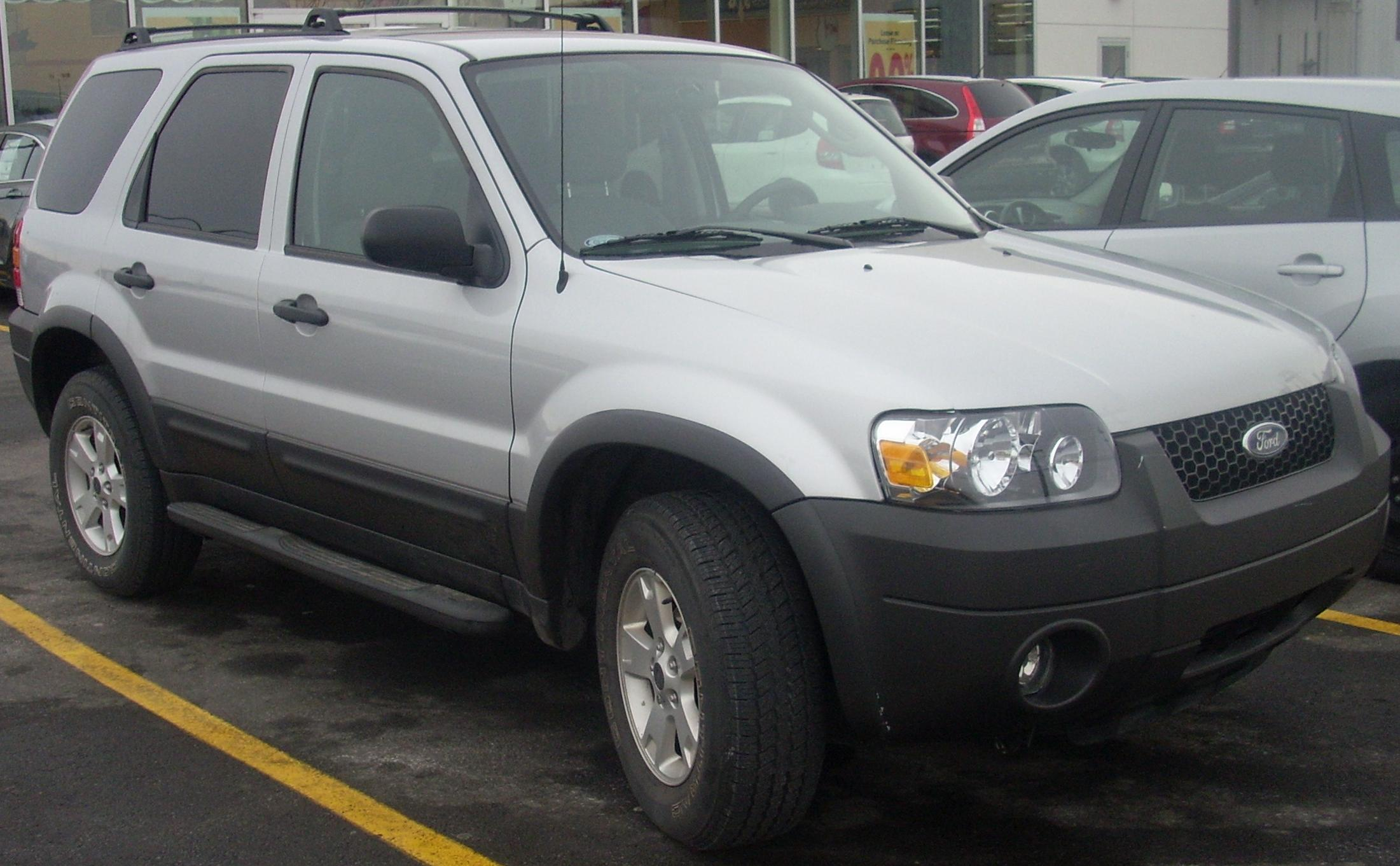
Ford Escape І (2004—2007)

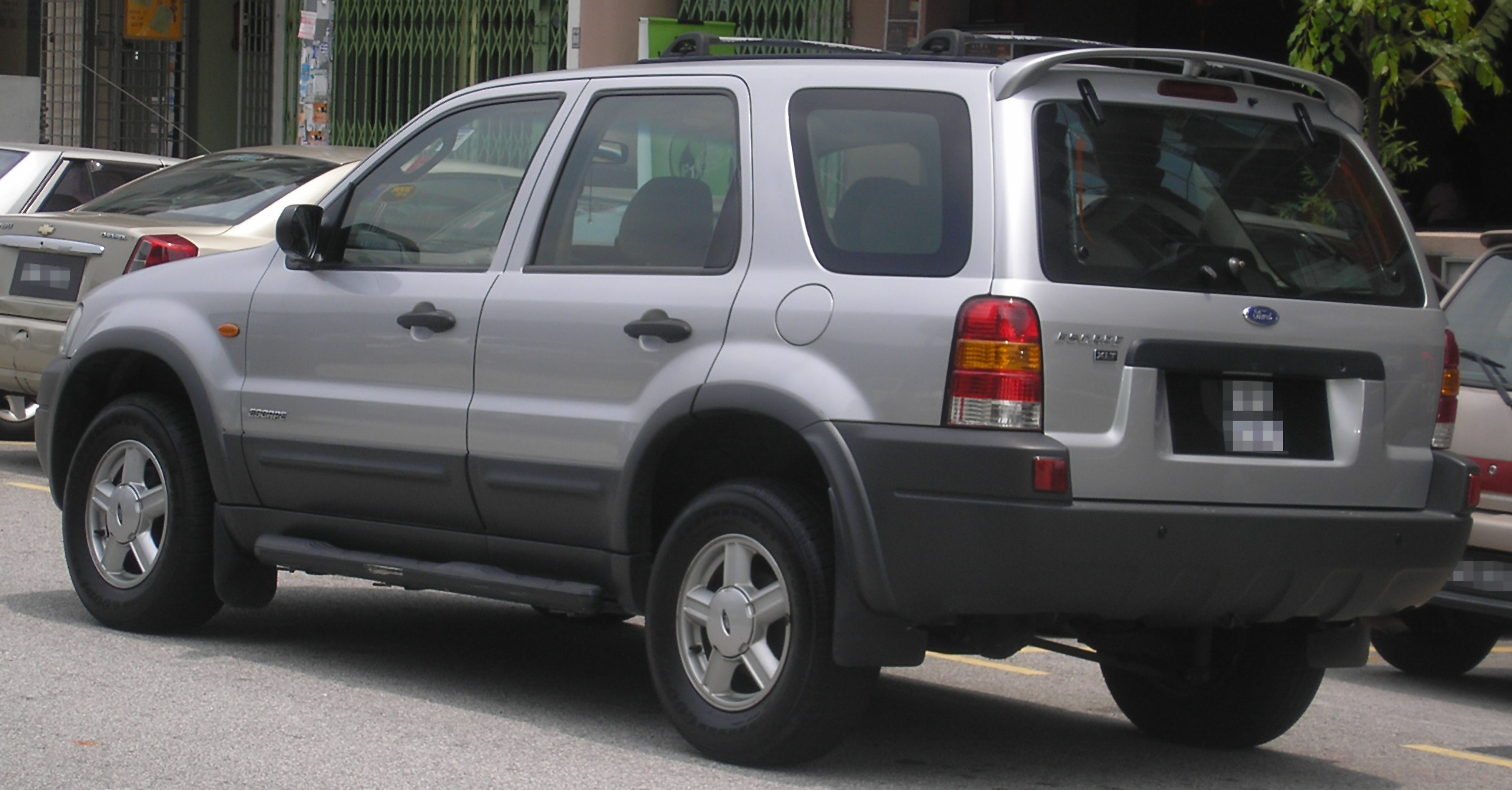

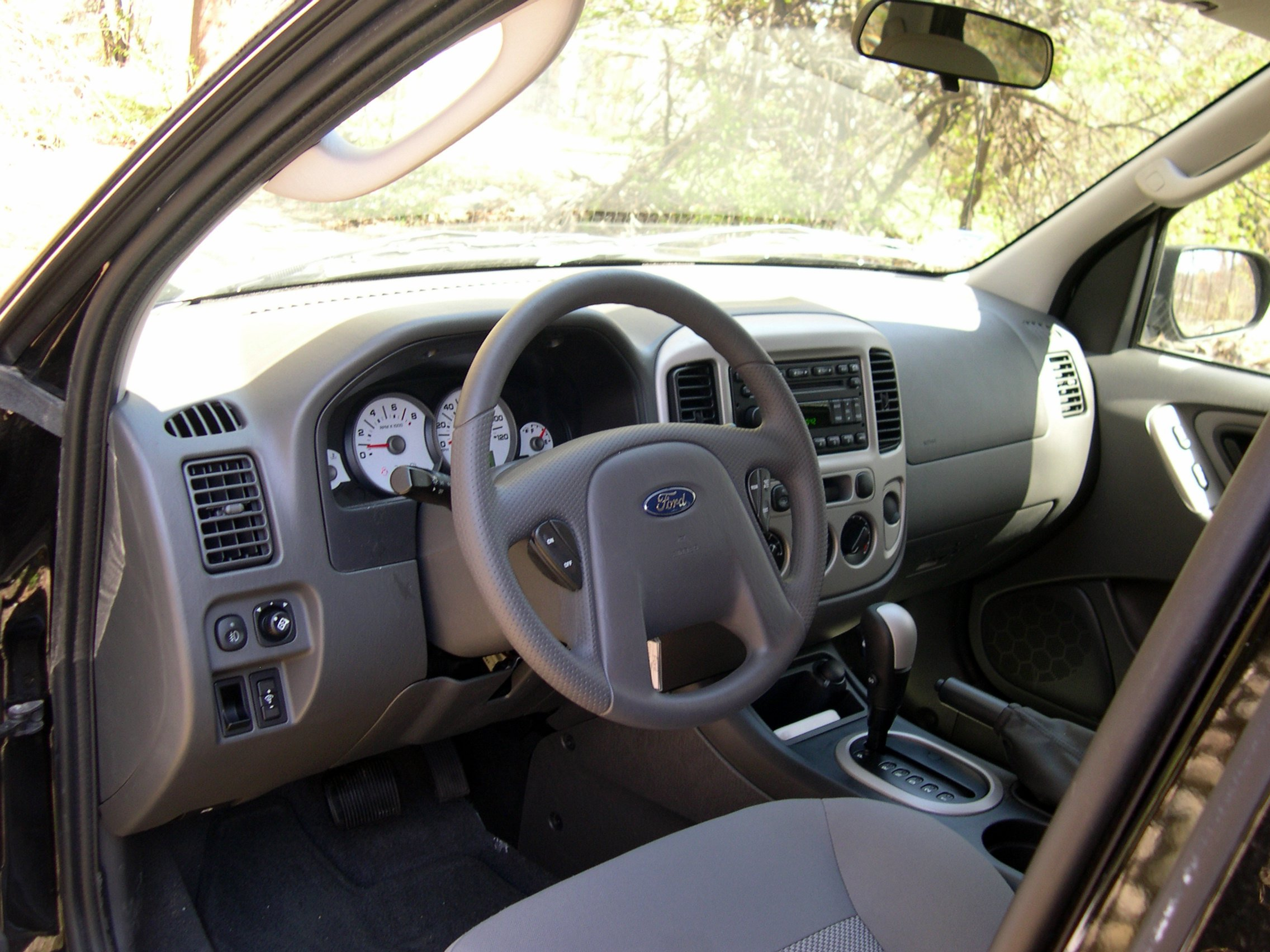

Ford Escape першого покоління став на конвеєр заводу в Огайо в 2000 році. Для фахівців концерну Ford Motor це була серйозна робота — машина розроблялася з прицілом у тому числі й на європейський ринок, де мала ім'я Ford Maverick. В основі — тримальний кузов і нова платформа Ford CD2. Довжина — 4394 мм, ширина і висота — 1781 і 1755 мм відповідно. Спереду встановили стійки McPherson з роздільними опорами пружин і амортизаторів, а ззаду — багаторичажка з підрулюючим ефектом, якою фордовці особливо пишалися у свій час. Рейковий рульовий механізм інженери закріпили на посиленою поперечці кузова, що обіцяло підвищену точність при роботі кермом. За весь час виробництва на «перший» Escape ставили три атмосферних двигуни — 2,0 літровий Zetec (127 к.с. в американській специфікації), Duratec 2.3 (153 к.с.) і Duratec V6 3.0 (200 к.с.). Залежно від агрегату автомобіль оснащувався п'ятиступінчастою «механікою» або чотирьохдіапазонним «автоматом». Покупцям також пропонувалися машини з різними трансмісіями — з переднім приводом і з підключається повним. Останній був організований за допомогою двох карданних валів і багатодискового зчеплення Rotary Blade Coupling японської фірми Toyoda. Автоматичне блокування відбувалася за допомогою гідравліки, а примусова — завдяки електромагнітній муфті. Була ще й гібридна модифікація кросовера з 155-сильною силовою установкою і нікель-металогідридні акумулятори. Також варто відзначити, що Ford Escape неодноразово відкликався Фордом для усунення заводських дефектів. Найбільшою кампанією було відкликання 500 тисяч машин, випущених з 2001 по 2004 рік, через ризик загоряння двигуна. Але це не завадило комерційному успіху моделі — з 2000 по 2007 рік тільки в США було продано майже 1,2 млн пятидверок. Але ж машина випускалася ще в Японії, Китаї та на Тайвані.

### Escape Hybrid
На Ford Escape Hybrid використовувалася гібридна система (бензиновий двигун 2,3 л 133 к.с., що працює за циклом Аткінсона, і синхронний електродвигун 95 к.с. з нікель-метал-гідридними акумуляторами на 330 вольтів) розроблена японською компанією Toyota для свого Prius, і модернізовані спеціалістами Ford.

### Двигуни
- 2.0 л Zetec I4 127 к.с.
- 2.3 л Duratec 23 I4 153 к.с.
- 3.0 л Duratec 30 V6 200 к.с.
- 2.3 л Duratec 23 I4 133 к.с. + електродвигун 95 к.с., сумарно 156 к.с. (Hybrid)

## Друге покоління (2008—2012)

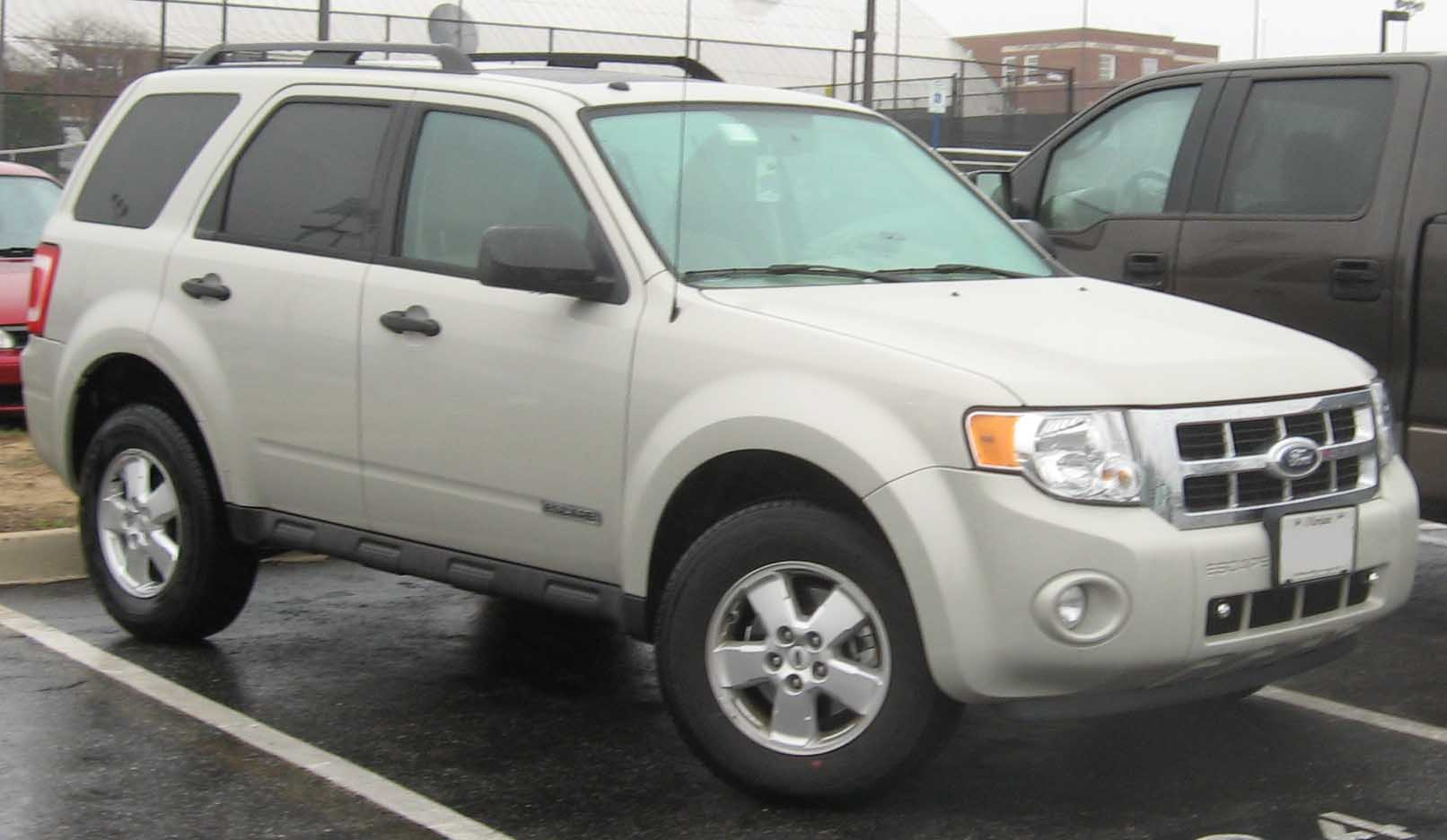
Ford Escape II

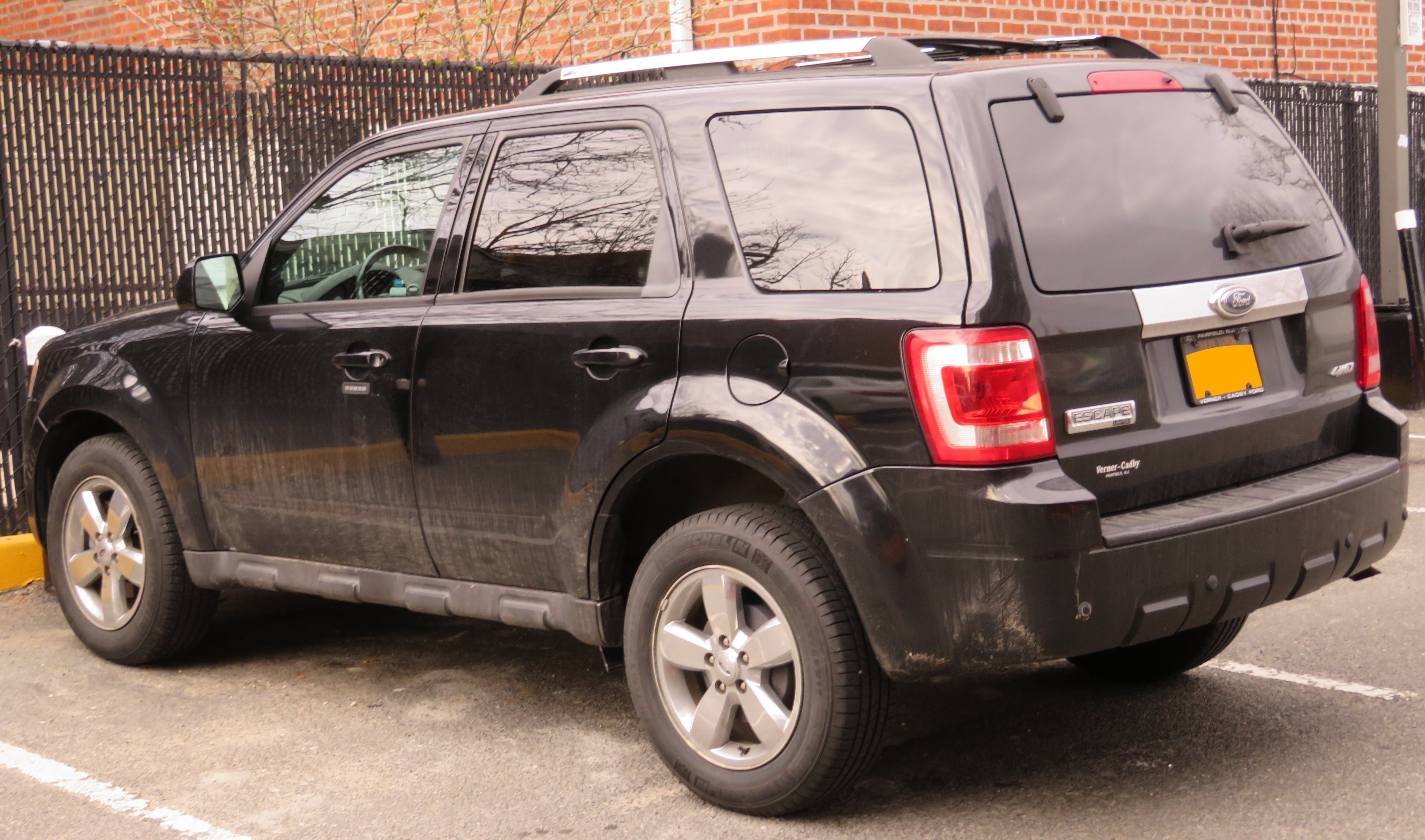

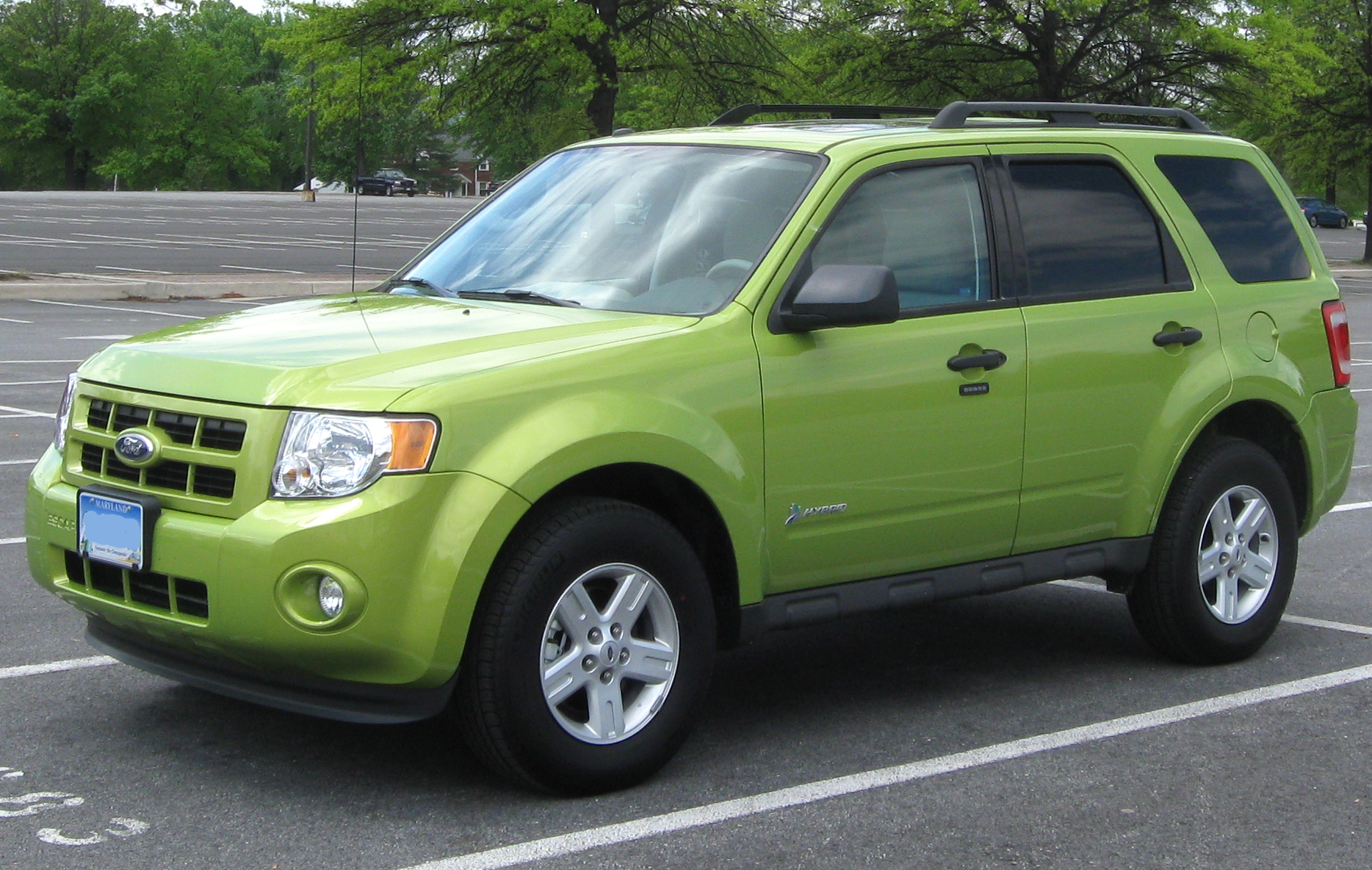
Ford Escape Hybrid

Дебют машини другого покоління відбувся на автосалоні в Лос-Анджелесі в 2007 році. У тому ж році стартувало виробництво, але вже на заводі концерну в штаті Міссурі. Тодішня новинка була радше результатом глибокої модернізації попередника. Платформа Ford CD2 залишилася в строю. Колісна база — ті ж 2619 мм. Автомобіль став довшим (4437 мм) і ширшим (1806 мм), але нижче (1720 мм) попередника. Ходову частину інженери перенастроювали, в рульовому управлінні застосували електропідсилювач. Перші два роки Escape випускався з колишньою «четвіркою» 2,3 л, яку пізніше замінили «четвіркою» 2,5 л (171 к.с., 232 Нм). А трилітровий V6 Duratec був серйозно модернізований, що підвищило його віддачу до 240 к.с. і 316 Нм. З гами нікуди не поділася ручна п'ятиступінчаста коробка передач, а «автомат» з чотирма ступенями поступився місцем шестидіапазонним агрегату. До всього іншого можна було придбати й гібридний варіант (сумарна віддача установки — 177 сил), і спотворені машини під ім'ям Escape для ринків Південно-Східної Азії та Росії. «Другий» Escape доживає на конвеєрі останні тижні, з 2008 по 2010 рік в Штатах купили понад 520 тисяч кросоверів. Базова машина коштує $ 21 440.
Є версія Hybrid та Plug-in hybrid (підзаряджається від розетки).

### Двигуни
- 2.3 л Duratec 23 I4 153 к.с.
- 2.5 л Duratec 25 I4 171 к.с.
- 3.0 л Duratec 30 V6 240 к.с.
- 2.5 л Duratec 23 I4 155 к.с. + електродвигун 95 к.с., сумарно 177 к.с. (Hybrid)

## Третє покоління (2012—2019)

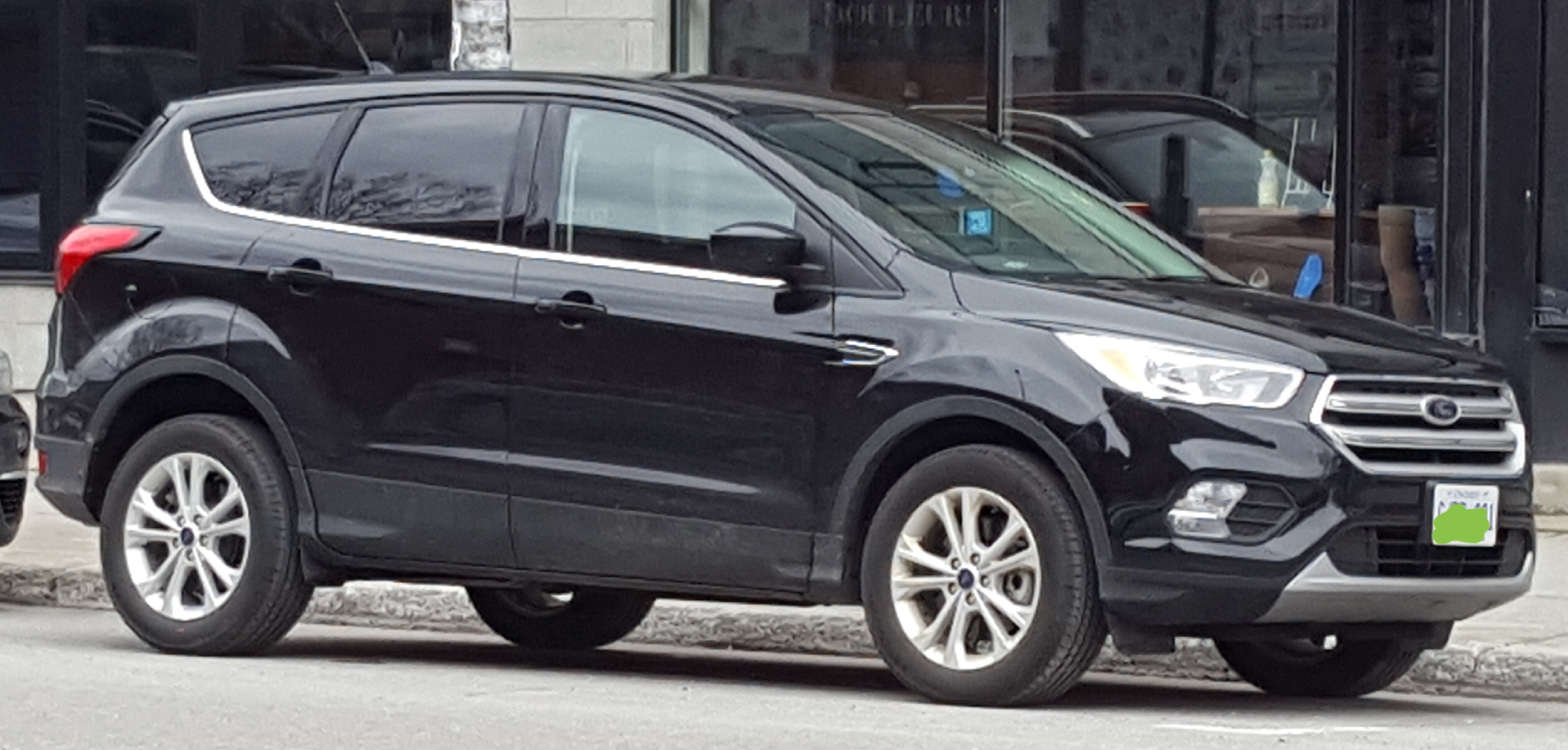
Ford Escape (2016—2019)

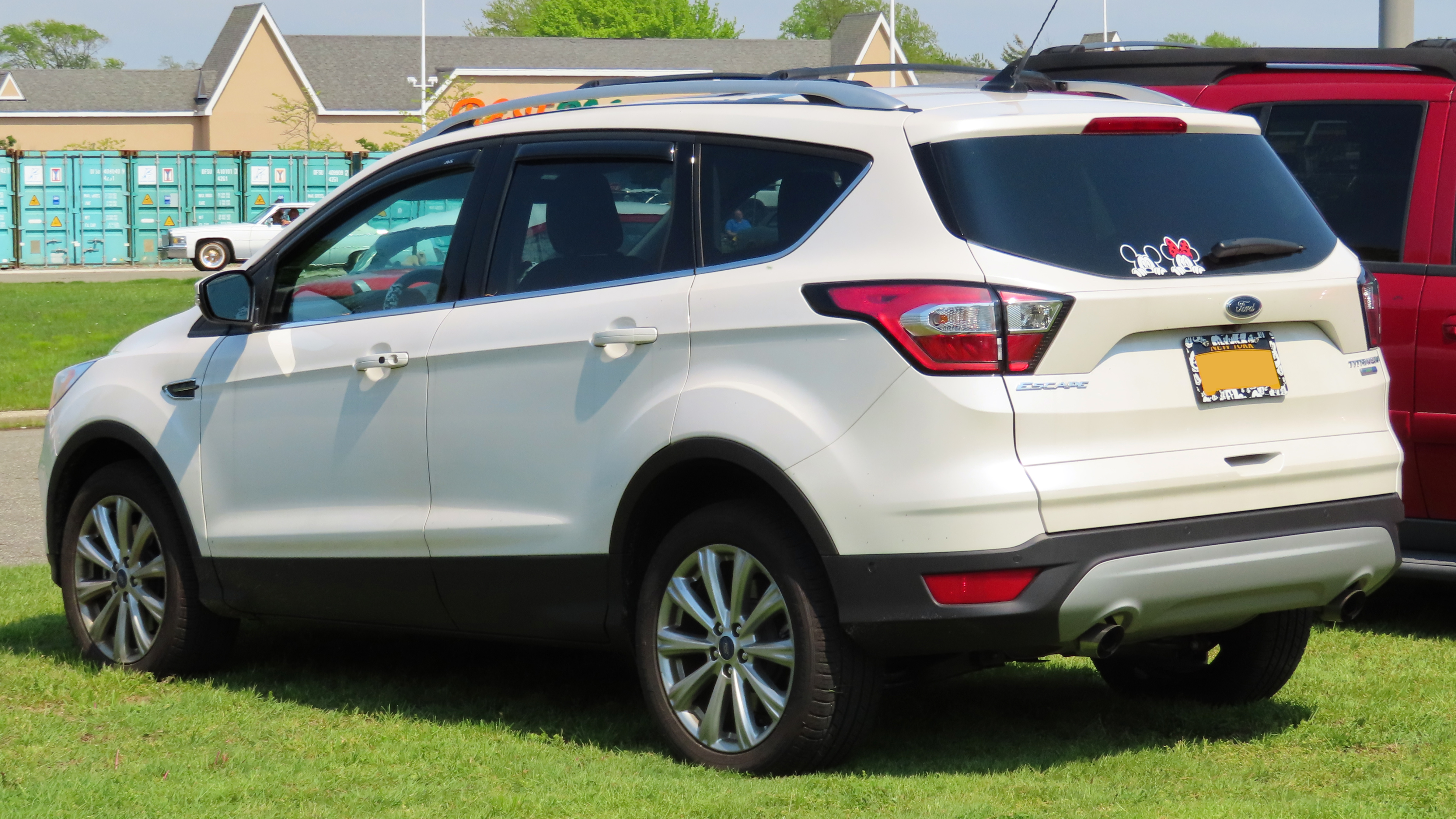
Ford Escape SE 2.0 EcoBoost

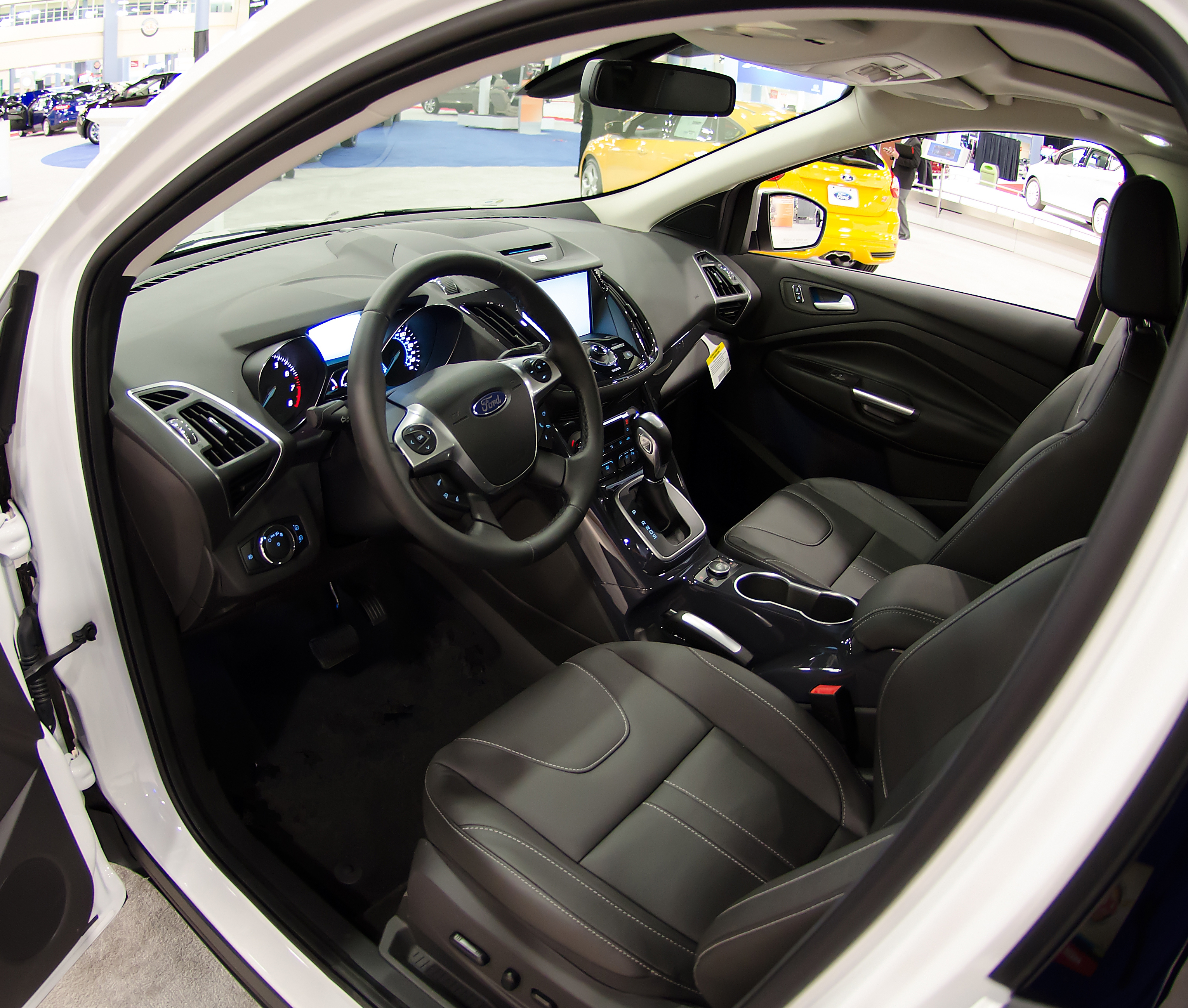

Дебют третього покоління Ford Escape відбувся 16 листопада 2011 року. Продажі стартували весною 2012 року. В Європі автомобіль продається під назвою Ford Kuga другого покоління.
18 листопада 2015 року Ford представив оновлений Escape, який надійшов в продаж на початку 2016 року. Оновлення додало нову передню панель, натхненну Edge, одночасно змінивши задню частину, яка тепер має змінені світлодіодні задні ліхтарі та нещодавно прийнятий двостулкова, шестигранна решітка. Інтер'єр також трохи відрегулювали в салоні та на кермі.
Інформаційно-розважальна система Sync 3 була додана як нова функція, а також нова програма для смартфонів під назвою Sync Connect, яка дозволяє власникам дистанційно контролювати свій автомобіль, перевіряти рівень палива, блокувати та розблоковувати двері та запускати двигун. До лінійки двигунів 2.5 і 2.0 EcoBoost приєднався новий 1,5-літровий чотирициліндровий варіант із турбонаддувом потужністю 179 к.с. (133 кВт), який замінив 1,6-літровий.
Ford Escape був комплексно оновлений для 2017 модельного року. Вишуканіший екстер'єр перегукується з покращеним та технологічно вдосконаленим інтер'єром. На додачу покупець отримує двигуни EcoBoost та значну кількість активних допоміжних систем. Структура кросовера не змінилась, але Escape 2017 виглядає привабливіше. Сповнений протиставлених елементів, екстер'єр вийшов вкрай цілісним та гармонійним. Видовжені лінії носа пом'якшуються заокругленим переднім бампером. Шестикутна решітка радіатора приховує активні віконниці. Розкосі світлодіодні головні фари та збільшені повітрозабірники підкреслюють харизму Escape. Позаду можна помітити нові виштамповки багажного відділення та світлодіодні фари. А доступний пакет «Sport Appearance» додасть затемнених акцентів, галогенні фронтальні фари та 19-дюймові литі диски.
Кросовер представлений у S, SE та Titanium комплектаціях. Базова S постачається з телескопічною рульовою колонкою, функцією електроприводу вікон та дзеркал, центральним замком з брелоком, камерою заднього виду, системою курсової стійкості «Advance Trac», системою запобігання перекиданню «Roll Stability Control» та системою розподілу крутного моменту «Torque Vectoring Control». Модель SE додасть: двозонний клімат-контроль, підрульові пелюстки та електропривод водійського сидіння. Топова Titanium може похвалитись: шкіряною обшивкою, електроприводом передніх сидінь, преміум аудіосистемою Sony на 10 динаміків, інформаційно-розважальною системою «Sync 3» з додатком «Sync Connect», кнопковим запуском, розеткою задніх сидінь та функцією відкривання кришки багажного відділення «без рук».

### Двигуни
Бензинові
- 1,5 л EcoBoost turbo Р4, 182 к.с., 240 Нм (2016—2019).

- 1,6 л EcoBoost turbo Р4, 182 к.с., 240 Нм (2012—2016).

- 2,0 л EcoBoost turbo Р4, 242 к.с., 366 Нм.

- 2,5 л Duratec Р4, 170 к.с., 233 Нм.

## Четверте покоління (з 2019)

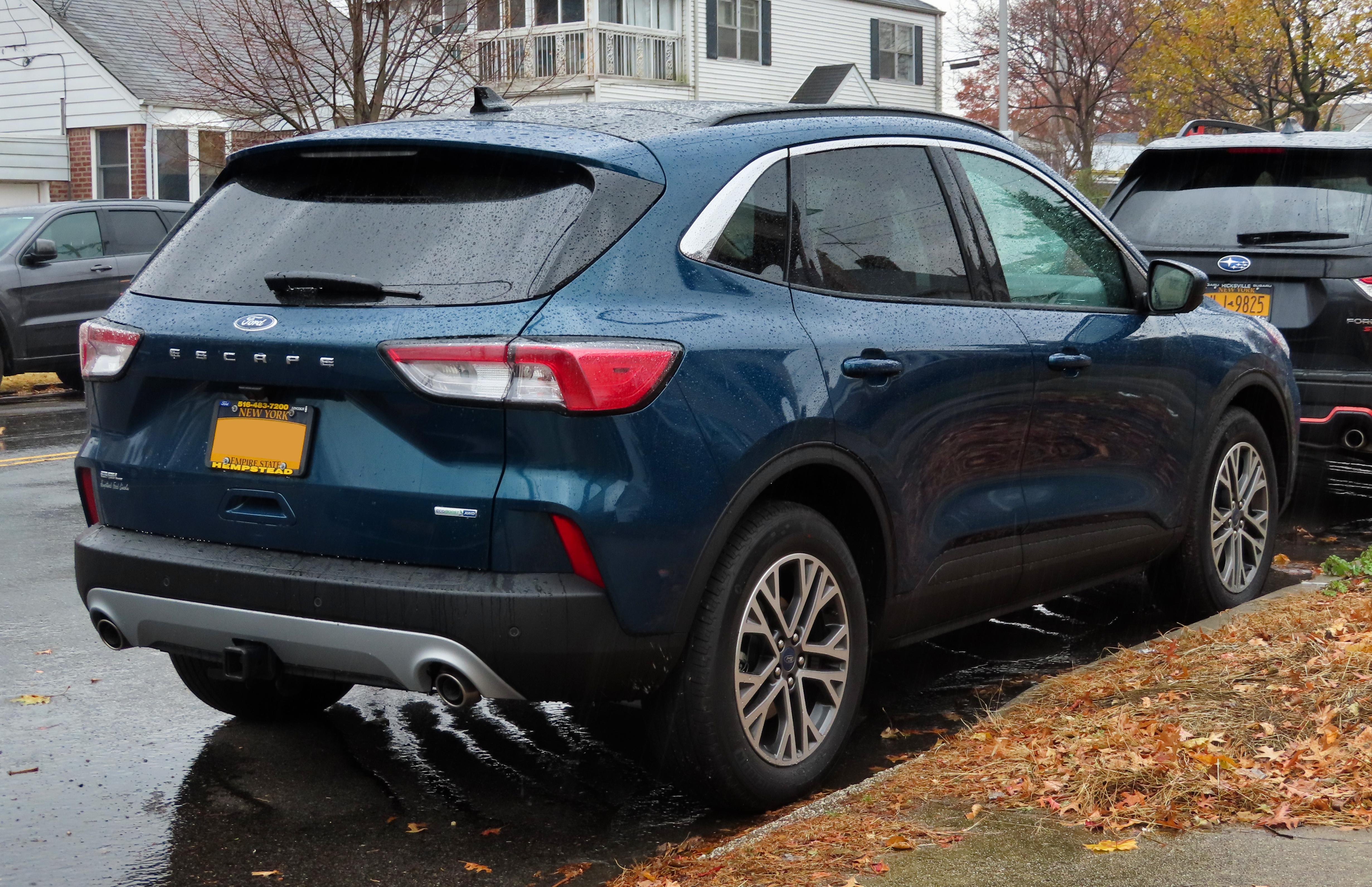
Ford Escape 4 (2019—2022)

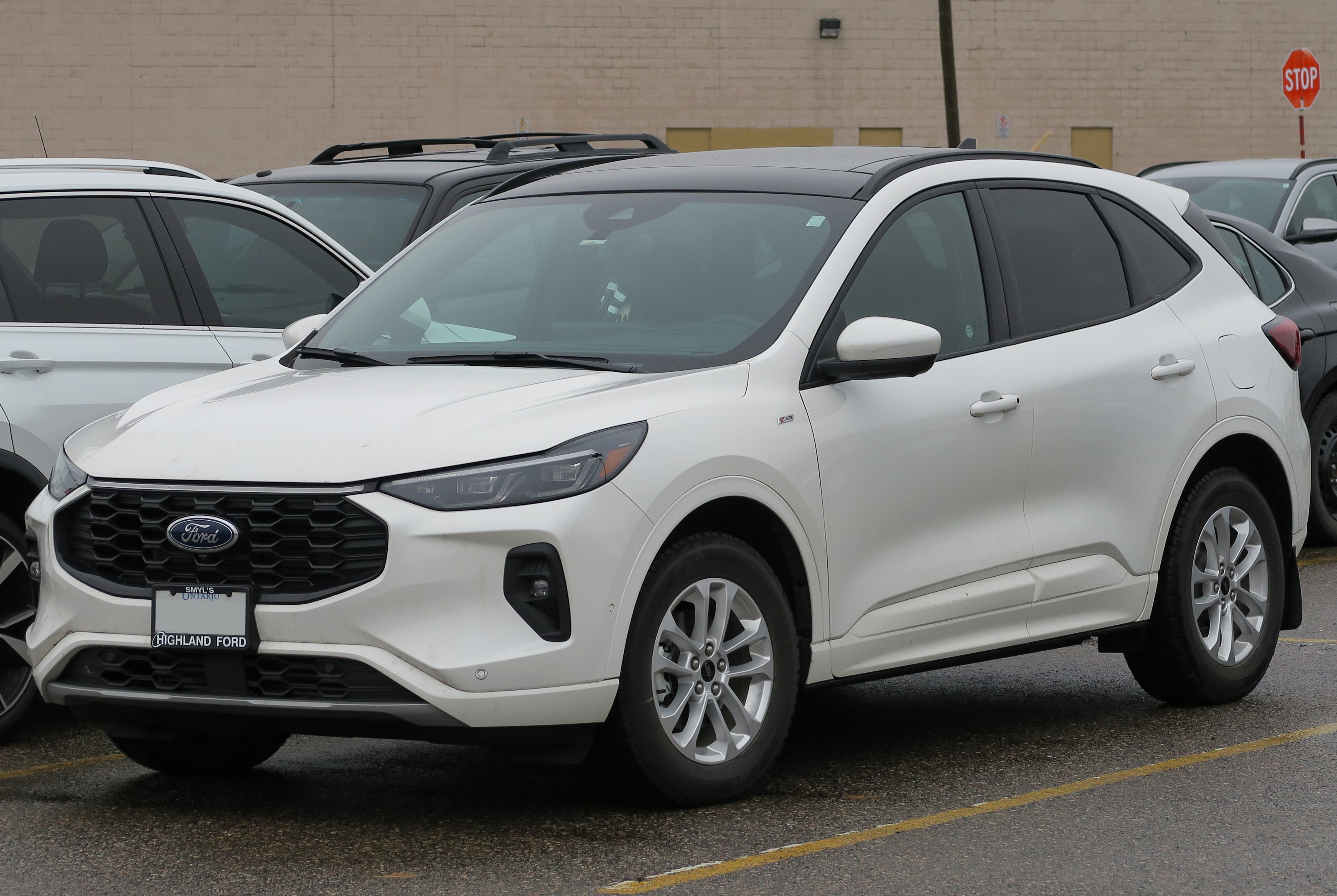
Ford Escape 4 (з 2023)

2 квітня 2019 року дебютував Ford Escape четвертого покоління. Автомобіль збудовано на платформі Ford C2.
Кросовер став більший за попередника: довжина виросла на 89 мм (до 4613 мм), ширина — на 44 мм (до 1882 мм), а колісна база — на 20 мм (до 2710 мм). І тільки висота тепер менша на 20 мм (1669 мм). Кузов став на 10 % жорсткішим, але оптимізація конструкції дозволила зменшити масу машини на 90 кг, якщо порівнювати версії з порівнянними силовими агрегатами.
Об'єм багажника Ford Escape складає 948 л. Якщо скласти задні сидіння, вантажомісткість збільшиться до 1852 л.
Escape 2022 року з базовим 1,5-літровим двигуном розганяється до 100 км/год за 7,7 секунди та витрачає в середньому 7,8 л/100 км.

### Оновлення 2023

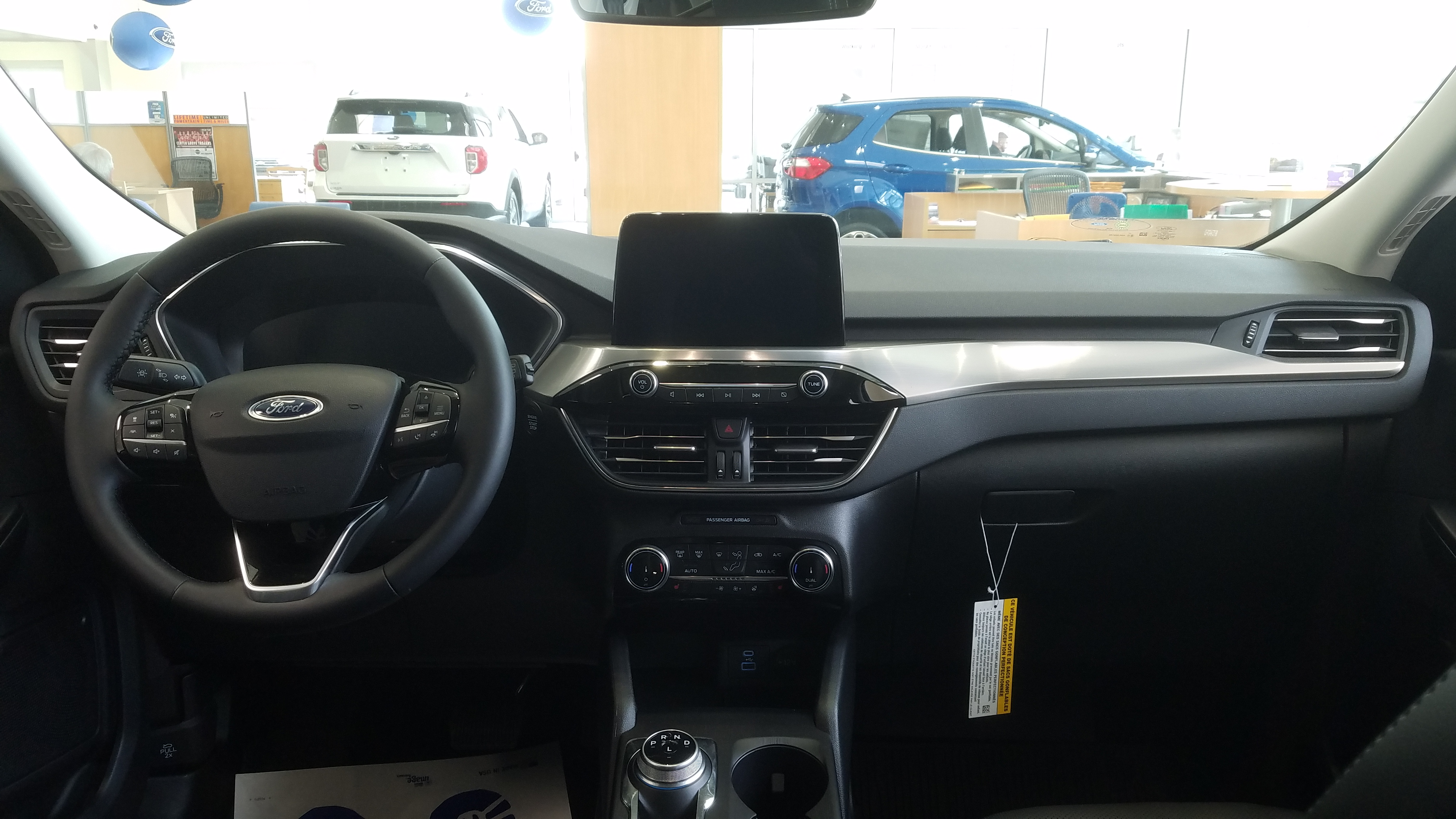

Кросовер отримав фейсліфтинг у жовтні 2022 року для 2023 модельного року для північноамериканського ринку.
У Ford Escape 2023 стала більшою радіаторна решітка та змінилась форма оптики. Інформаційно-розважальна система оновилась до Sync 4 з підтримкою бездротових оновлень. Escape 2025 року пропонує 8,0- або 13,2-дюймовий сенсорний екран мультимедіа та бездротові Apple CarPlay та Android Auto. 

### Двигуни
- 1,5 л EcoBoost I3-T 182 к.с.
- 2,0 л EcoBoost I4-T 253 к.с.
- 2,5 л Ecoboost I4 Hybrid 200 к.с.
- 2,5 л Duratec iVCT I4 Plug-in hybrid 212 к.с.

## Продажі в Північній Америці
| Рік  | Авто                                    |
| ---- | --------------------------------------- |
| 2000 | 42,635                                  |
| 2001 | 164,184                                 |
| 2002 | 145,471                                 |
| 2003 | 167,678                                 |
| 2004 | 183,430 (в тому числі 2,993 hybrids)    |
| 2005 | 165,122 (в тому числі 18,797 hybrids)   |
| 2006 | 157,395 (в тому числі 20,149 hybrids)   |
| 2007 | 165,596 (в тому числі 21,386 hybrids)   |
| 2008 | 156,544 (в тому числі 17,173 hybrids)   |
| 2009 | 173,044 (в тому числі 14,787 hybrids)   |
| 2010 | 191,026 - (в тому числі 11,182 hybrids) |
| 2011 | 254,293                                 |
| 2012 | 261,008                                 |